# Рекламная фотография

Рекламный плакат немецких мотоциклов ДКВ (1929 год).

Рекламная фотография (рекламная фотосъёмка) — особый вид фотографии. Рекламная фотография — один из видов «коммерческой фотографии» и включает в себя практически все жанры, но не заменяет ни один из них.
Этот термин характеризует изображения:
- Моды и модных объектов
- рекламных макетов, объявлений в прессе;
- наружной рекламы;
- календарей;
- корпоративной и представительской продукции;
- постеров;
- буклетов, проспектов;
- каталогов;
- упаковки товаров;
- оформления музыкальной и видеопродукции;
- оформления интернет-ресурсов.

## Виды рекламной фотографии
- Имиджевая фотография
- Интерьерная фотография
- Каталожная фотография
- Фэшн (Fashion) фотография
- Предметная фотография

## Галерея

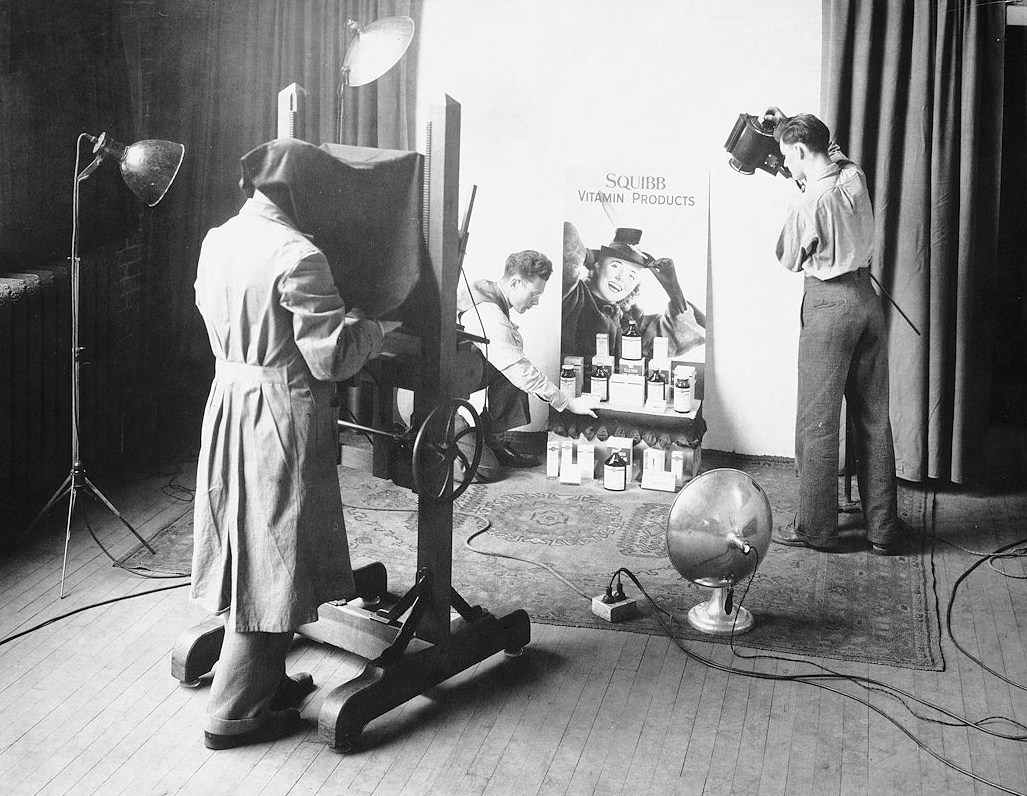
Съёмка рекламы витаминов Squibb в фотостудии, 1922 год.
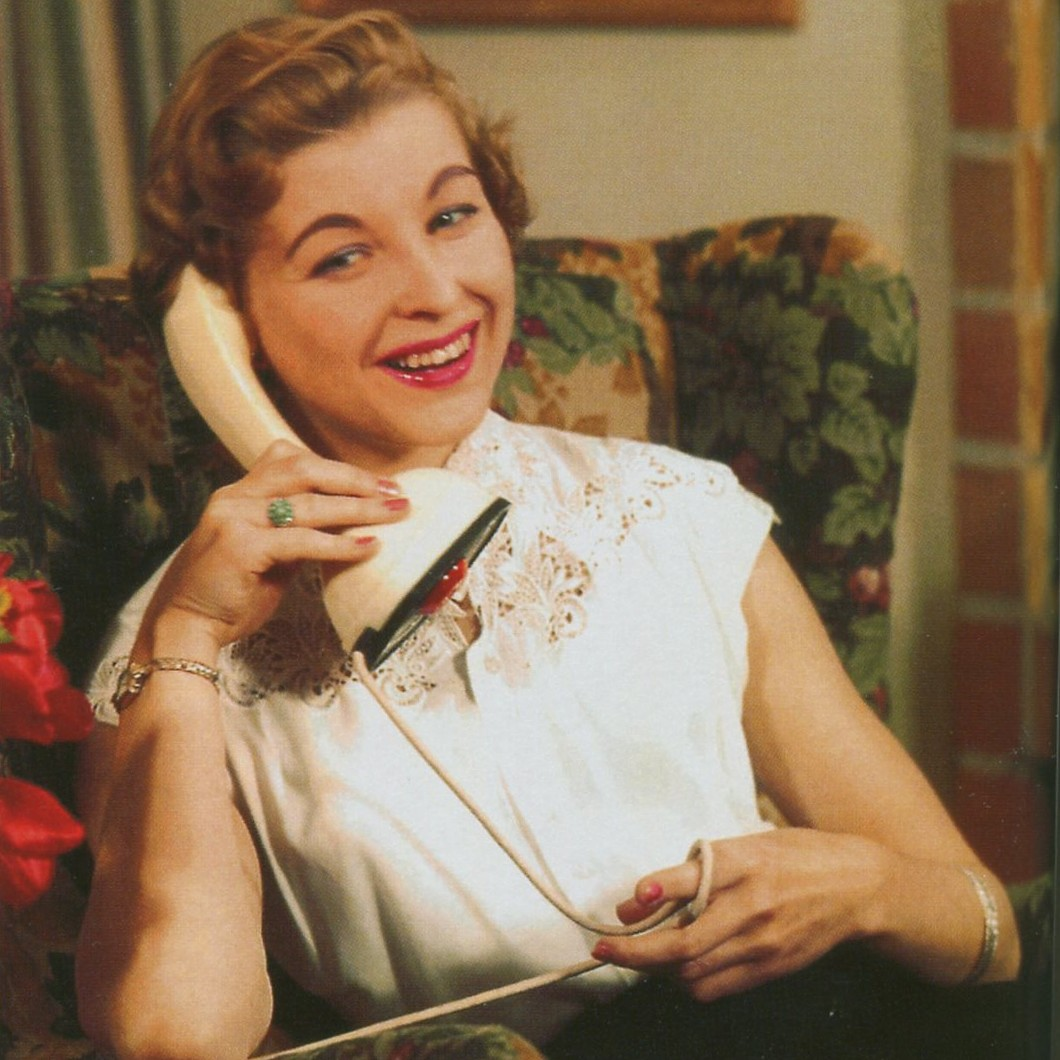
Реклама телефонов компании Ericsson, 1956 год.
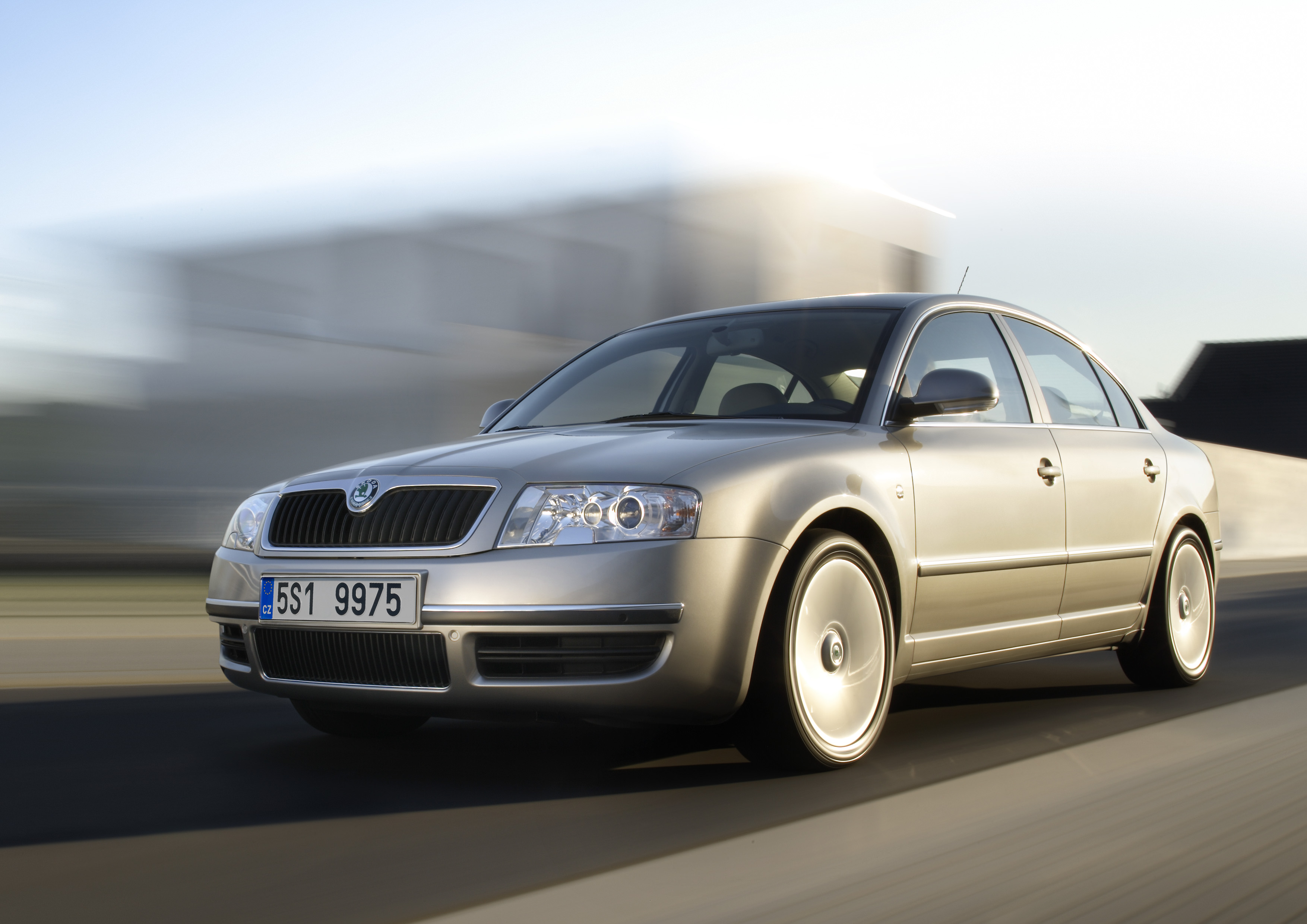
Рекламная фотография автомобиля Škoda Superb, 2008 год.